# Chester Beatty III
Chester Beatty III, oznaczany symbolem {\displaystyle {\mathfrak {P}}^{47}} (Gregory-Aland) – wczesna kopia Nowego Testamentu w języku greckim. Jest to papirusowy rękopis Apokalipsy świętego Jana, w formie kodeksu i zawiera teksty 9,10-11,3; 11,5-16,15; 16,17-17,2. 
Rękopis datowany jest paleograficznie na III wiek.

## Opis
Tekst grecki rękopisu przekazuje tekst aleksandryjski. Aland określił go jako Normal text i zaliczył do Kategorii I. 
Tekst rękopisu jest bliski dla Kodeksu Synajskiego oraz Kodeksu 0308. Są one świadkami jednego z wczesnych typów tekstu Apokalipsy. Inny wczesny typ tekstu reprezentują Papirus 115, Kodeks Aleksandryjski i Kodeks Efrema. 
Rękopis obecnie przechowywany jest w Chester Beatty Library (Inv. 14. 1. 527) w Dublinie.